# Cellina (Leggiuno)
Cellina, grafia moderna dell'antico nome di Celina, è una frazione del comune di Leggiuno, di cui costituisce la proiezione del centro storico sul Verbano.
Il territorio è dominato da due colline: Motta Cipollina e monte di Ballarate. La prima la divide ad occidente dal lago Maggiore, mentre l'altra la separa dall'abitato di Ballarate. Sul culmine di quest'ultima si trovano le rovine di una torre di guardia longobarda.
Il patrono del paese è San Rocco, al quale era dedicata una chiesa. A questo edificio di culto, oggi sconsacrato, negli anni Cinquanta del secolo scorso si è affiancata la chiesa di Maria Stella Maris, di pertinenza della parrocchia di Leggiuno, nella Comunità Pastorale dei Santi Primo e Feliciano.

## Storia
Registrato agli atti del 1751 come un borgo di 125 abitanti, nel 1786, per un quinquennio l'abitato di Cellina è parte della Provincia di Varese austriaca, per poi cambiare continuamente i riferimenti amministrativi nel 1791, nel 1798 e nel 1799.
Alla proclamazione del Regno d'Italia napoleonico nel 1805 vi sono 194 abitanti. Nel 1809 è un regio decreto dello stesso Napoleone a unire per la prima volta le comunità di Cellina e Leggiuno, aumento sino alla restaurazione del potere austriaco nel Lombardo-Veneto.
Tra XIX e XX secolo la popolazione di Cellina ha modo di crescere: 284 abitanti nel 1853, 358 nel 1871, 518 nel 1921. Ciò nonostante, nel 1927 il governo fascista sopprime il comune di Cellina annettendone il territorio a quello di Leggiuno.